# Mała Lubasza
Mała Lubasza (ukr. Мала Любаша) – wieś na Ukrainie, w obwodzie rówieńskim, w rejonie rówieńskim, siedziba hromady. W 2023 liczyła 1099 mieszkańców.
W okresie międzywojennym wieś znajdowała się w granicach II RP, wchodząc w skład gminy Kostopol w powiecie kostopolskim, w województwie wołyńskim.